# Petrohradský sovět dělnických a vojenských delegátů

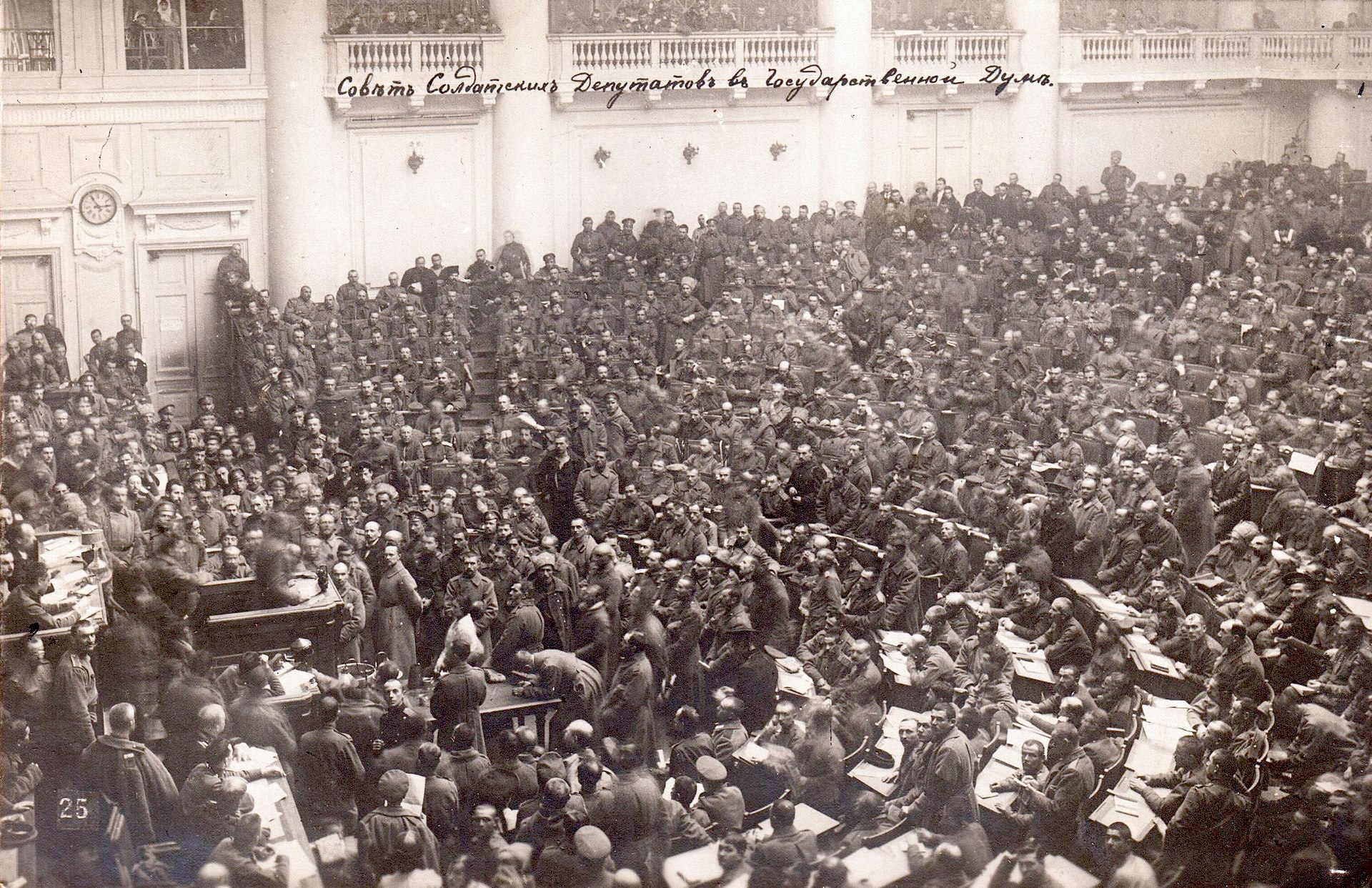
Zasedání petrohradské rady

Petrohradský sovět dělnických a vojenských delegátů (rusky Петроградский совет рабочих и солдатских депутатов, Petrohradský sovět – Петроградский совет, Петросовет) byla rada založená v Petrohradu 13. března 1917, která zastřešovala zájmy dělnické třídy, ale její začátky fungování se datují do období první ruské revoluce v roce 1905. Oficiálním periodikem Petrohradské rady byly noviny Izvestija.
V čele rady stáli tři představitelé politických směrů – menševiků Nikolaj Čcheidze (předseda), Matvej Skobelev (místopředseda) a Alexandr Kerenskij.